# IC 5009
IC 5009 — галактика типу SB0-a (компактна витягнута галактика) у сузір'ї Павич.
Цей об'єкт міститься в оригінальній редакції індексного каталогу.